# خانه داعی
خانه داعی مربوط به دوره قاجار است و در دزفول، محله رودبند واقع شده و این اثر در تاریخ ۱۷ اسفند ۱۳۸۱ با شمارهٔ ثبت ۷۸۸۳ به‌عنوان یکی از آثار ملی ایران به ثبت رسیده‌است.